# Seegebiet Mansfelder Land
Seegebiet Mansfelder Land er en by i Landkreis Mansfeld-Südharz i den tyske delstat Sachsen-Anhalt.Landsbyen ligger 8 km øst for Eisleben.
- Wikimedia Commons har flere filer relateret til Seegebiet Mansfelder Land